# René de Prie
René de Prie (né en Touraine, en 1451, et mort à l'Abbaye Notre-Dame de Lyre le 9 septembre 1519) est un cardinal français du XVIe siècle. Il est un cousin du cardinal Georges d'Amboise.

## Biographie
Grâce à son oncle, René de Prie est grand-archidiacre de Bourges, archidiacre de Blois, doyen de Saint-Hilaire de Poitiers, protonotaire apostolique. Il est abbé commendataire de l'abbaye du Landais, de l'abbaye de Louroux, de l'abbaye de Miseray, de Notre-Dame de La Prée, de l'abbaye de Déols, de l'abbaye Notre-Dame de Lyre, de l'abbaye Saint-Mesmin de Micy, de l'abbaye d'Issoudun et aumônier royal. En 1498 il est élu évêque de Bayeux. En 1506 il reçoit le titre de baron de Précigny et l'abbaye de Déols.
De Prie est créé  cardinal in pectore par le pape Jules II lors du consistoire du 18 décembre 1506. La création est publiée le 7 mai 1507.
Le cardinal quitte Rome après l'arrestation du cardinal François Guillaume de Castelnau de Clermont-Lodève en 1510 et joint les prélats qui supportent les intérêts de Louis XII. Il désobéit à une interdiction du pape et il est déposé comme cardinal et excommunié en 1511 pour sa participation au concile schismatique de Pise. En 1512 il reçoit le diocèse de Lectoure, mais il le change pour le diocèse de Limoges avec Guillaume de Barton. En 1514 il est pardonné et rétabli comme cardinal par le pape Léon X en 1514. 
De Prie ne participe pas au conclave de 1513, lors duquel Léon X est élu.